# Laurence Olivier Award for Best New Opera Production
Der Laurence Olivier Award for Best New Opera Production (deutsch: Laurence Olivier Award für die beste Opernproduktion) ist ein britischer Theater- und Musicalpreis, der erstmals 1993 vergeben wurde.

## Geschichte und Hintergrund
Die Laurence Olivier Awards werden seit 1976 jährlich in zahlreichen Kategorien von der Society of London Theatre vergeben. Sie gelten als höchste Auszeichnung im britischen Theater und sind vergleichbar mit den Tony Awards am amerikanischen Broadway. Ausgezeichnet werden herausragende Darsteller und Produktionen einer Theatersaison, die im Londoner West End zu sehen waren. Die Nominierten und Gewinner der Laurence Olivier Awards „werden jedes Jahr von einer Gruppe angesehener Theaterfachleute, Theaterkoryphäen und Mitgliedern des Publikums ausgewählt, die wegen ihrer Leidenschaft für das Londoner Theater“ bekannt sind. Eine der Preiskategorien ist der Laurence Olivier Award for Best New Opera Production. Er wird seit 1993 vergeben.

## Gewinner und Nominierte
Die Übersicht der Gewinner und Nominierten listet pro Jahr die nominierten Opernproduktionen und Opernhäuser/-kompagnien. Der Gewinner eines Jahres ist grau unterlegt und fett angezeigt.

### 1993–1999
| Jahr | Opernproduktion                    | Opernhaus/-kompagnie                   |
| ---- | ---------------------------------- | -------------------------------------- |
| 1993 | Stiffelio                          | The Royal Opera                        |
| 1993 | Death in Venice                    | The Royal Opera                        |
| 1993 | Der Fliegende Hollander            | The Royal Opera                        |
| 1993 | The Fiery Angel                    | The Royal Opera                        |
| 1994 | La damnation de Faust              | The Royal Opera                        |
| 1994 | Ariodante                          | English National Opera                 |
| 1994 | Gloriana                           | Opera North                            |
| 1994 | Die Meistersinger von Nürnberg     | The Royal Opera                        |
| 1995 | Khovanshchina                      | English National Opera                 |
| 1995 | Così fan tutte                     | The Royal Opera                        |
| 1995 | Don Quixote                        | English National Opera                 |
| 1995 | Roméo et Juliette                  | The Royal Opera                        |
| 1996 | Billy Budd                         | The Royal Opera                        |
| 1996 | A Midsummer Night’s Dream          | English National Opera                 |
| 1996 | Salome                             | The Royal Opera                        |
| 1996 | Siegfried                          | The Royal Opera                        |
| 1997 | Tristan und Isolde                 | English National Opera                 |
| 1997 | Cavalleria Rusticana und Pagliacci | Welsh National Opera                   |
| 1997 | Fidelio                            | English National Opera                 |
| 1998 | Paul Bunyan                        | The Royal Opera                        |
| 1998 | Falstaff                           | English National Opera and Opera North |
| 1998 | Palestrina                         | The Royal Opera                        |
| 1998 | Platée                             | The Royal Opera                        |
| 1999 | La clemenza di Tito                | Welsh National Opera                   |
| 1999 | Boris Godunov                      | English National Opera                 |
| 1999 | L’Orfeo                            | Théâtre Royal de la Monnaie            |
| 1999 | Il trittico                        | English National Opera                 |

### 2000–2009
| Jahr | Opernproduktion                      | Opernhaus/-kompagnie   |
| ---- | ------------------------------------ | ---------------------- |
| 2000 | Hansel and Gretel                    | Welsh National Opera   |
| 2000 | Alcina                               | English National Opera |
| 2000 | Parsifal                             | English National Opera |
| 2000 | Semele                               | English National Opera |
| 2001 | The Greek Passion                    | The Royal Opera        |
| 2001 | Pelléas and Mélisande                | English National Opera |
| 2001 | L’incoronazione di Poppea            | English National Opera |
| 2001 | War and Peace                        | The Kirov Opera        |
| 2002 | Boulevard Solitude                   | The Royal Opera        |
| 2002 | Jenůfa                               | The Royal Opera        |
| 2002 | The Rape of Lucretia                 | English National Opera |
| 2002 | Rigoletto                            | The Royal Opera        |
| 2003 | Wozzeck                              | The Royal Opera        |
| 2003 | Ariadne auf Naxos                    | The Royal Opera        |
| 2003 | Bluebeard’s Castle und Erwartung     | The Royal Opera        |
| 2003 | Lulu                                 | English National Opera |
| 2004 | Les Troyens (Teile I und II)         | English National Opera |
| 2004 | Così fan tutte                       | English National Opera |
| 2004 | Madama Butterfly                     | The Royal Opera        |
| 2004 | Orlando                              | The Royal Opera        |
| 2005 | Lady Macbeth of the Mtsensk District | The Royal Opera        |
| 2005 | Les Paladins                         | Les Arts Florissants   |
| 2005 | Peter Grimes                         | The Royal Opera        |
| 2006 | Madama Butterfly                     | English National Opera |
| 2006 | Billy Budd                           | English National Opera |
| 2006 | La clemenza di Tito                  | English National Opera |
| 2006 | On the Town                          | English National Opera |
| 2007 | Jenůfa                               | English National Opera |
| 2007 | The Makropulos Affair                | English National Opera |
| 2007 | Orfeo                                | English National Opera |
| 2007 | Peter Grimes                         | Opera North            |
| 2008 | Pelléas et Mélisande                 | The Royal Opera        |
| 2008 | Agrippina                            | English National Opera |
| 2008 | La fille du régiment                 | The Royal Opera        |
| 2008 | The Turn of the Screw                | English National Opera |
| 2009 | Partenope                            | English National Opera |
| 2009 | Don Carlos                           | The Royal Opera        |
| 2009 | The Minotaur                         | The Royal Opera        |
| 2009 | I Pagliacci                          | English National Opera |

### 2010–2019
| Jahr | Opernproduktion                  | Opernhaus/-kompagnie           |
| ---- | -------------------------------- | ------------------------------ |
| 2010 | Tristan und Isolde               | The Royal Opera                |
| 2010 | Der Fliegende Holländer          | The Royal Opera                |
| 2010 | Lulu                             | The Royal Opera                |
| 2010 | Peter Grimes                     | English National Opera         |
| 2011 | Bohème                           | Opera UpClose                  |
| 2011 | A Dog’s Heart                    | English National Opera         |
| 2011 | Adriana Lecouvreur               | The Royal Opera                |
| 2011 | Elegy for Young Lovers           | English National Opera         |
| 2012 | Castor et Pollux                 | English National Opera         |
| 2012 | Clemency                         | ROH2                           |
| 2012 | A Midsummer Night’s Dream        | English National Opera         |
| 2012 | The Passenger                    | English National Opera         |
| 2013 | Einstein on the Beach            | Robert Wilson und Philip Glass |
| 2013 | Billy Budd                       | English National Opera         |
| 2013 | Caligula                         | English National Opera         |
| 2013 | La traviata                      | English National Opera         |
| 2014 | Les vêpres siciliennes           | The Royal Opera                |
| 2014 | The Firework-Maker’s Daughter    | The Royal Opera                |
| 2014 | Wozzeck                          | English National Opera         |
| 2015 | The Mastersingers of Nuremberg   | English National Opera         |
| 2015 | Benvenuto Cellini                | English National Opera         |
| 2015 | Dialogues des Carmélites         | The Royal Opera                |
| 2015 | Die Frau ohne Schatten           | The Royal Opera                |
| 2016 | Cavalleria rusticana / Pagliacci | The Royal Opera                |
| 2016 | Morgen und Abend                 | The Royal Opera                |
| 2016 | The Force of Destiny             | English National Opera         |
| 2017 | Akhnaten                         | English National Opera         |
| 2017 | 4.48 Psychosis                   | The Royal Opera                |
| 2017 | Così Fan Tutte                   | The Royal Opera                |
| 2017 | Lulu                             | English National Opera         |
| 2018 | Semiramide                       | The Royal Opera                |
| 2018 | La bohème                        | King’s Head Theatre            |
| 2018 | The Exterminating Angel          | The Royal Opera                |
| 2019 | Katya Kabanova                   | Royal Opera House              |
| 2019 | Lessons in Love and Violence     | Royal Opera House              |
| 2019 | The Turn of the Screw            | Regent’s Park Open Air Theatre |

### Seit 2020
| Jahr      | Opernproduktion          | Opernhaus/-kompagnie                 |
| --------- | ------------------------ | ------------------------------------ |
| 2020      | Billy Budd               | Royal Opera House                    |
| 2020      | Berenice                 | Royal Opera House                    |
| 2020      | Hansel and Gretel        | Regent’s Park Open Air Theatre       |
| 2020      | Noye’s Fludde            | Theatre Royal Stratford East         |
| 2021/2022 | Jenůfa                   | Royal Opera                          |
| 2021/2022 | Bajazet                  | Irish National Opera und Royal Opera |
| 2021/2022 | The Cunning Little Vixen | English National Opera               |
| 2021/2022 | Theodora                 | Royal Opera                          |
| 2023      | Alcina                   | Royal Opera                          |
| 2023      | Least Like the Other     | Irish National Opera und Royal Opera |
| 2023      | Peter Grimes             | Royal Opera                          |
| 2023      | Sibyl                    |                                      |
| 2024      | Innocence                | Royal Opera                          |
| 2024      | Blue                     | English National Opera               |
| 2024      | Picture a Day Like This  | Royal Opera                          |
| 2024      | Das Rheingold            | English National Opera               |